# Farbrevolutionen

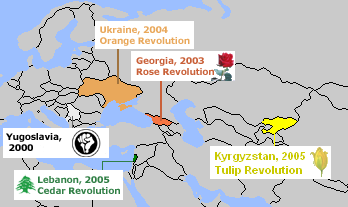
Die vier Farbrevolutionen der Jahre 2003 bis 2005 (englisch). Zusätzlich eingetragen ist der Aufstand in der Bundesrepublik Jugoslawien (Serbien und Montenegro), der im Jahr 2000 zum Sturz von Slobodan Milošević führte. Dieser Aufstand wird manchmal wegen des historischen Zusammenhangs zu den Farbrevolutionen gezählt.

Farbrevolutionen ist eine Bezeichnung für unbewaffnete, meist friedliche, jedoch nicht immer gewaltfreie Transformationen seit den frühen 2000er-Jahren, die nach einer identifikationsbildenden Farbe oder nach einer allgemein als positiv bewerteten Pflanze (wie bspw. Tulpe, Zeder) benannt werden. Initiatoren und Träger dieser Revolutionen waren häufig Studenten.

## Übersicht

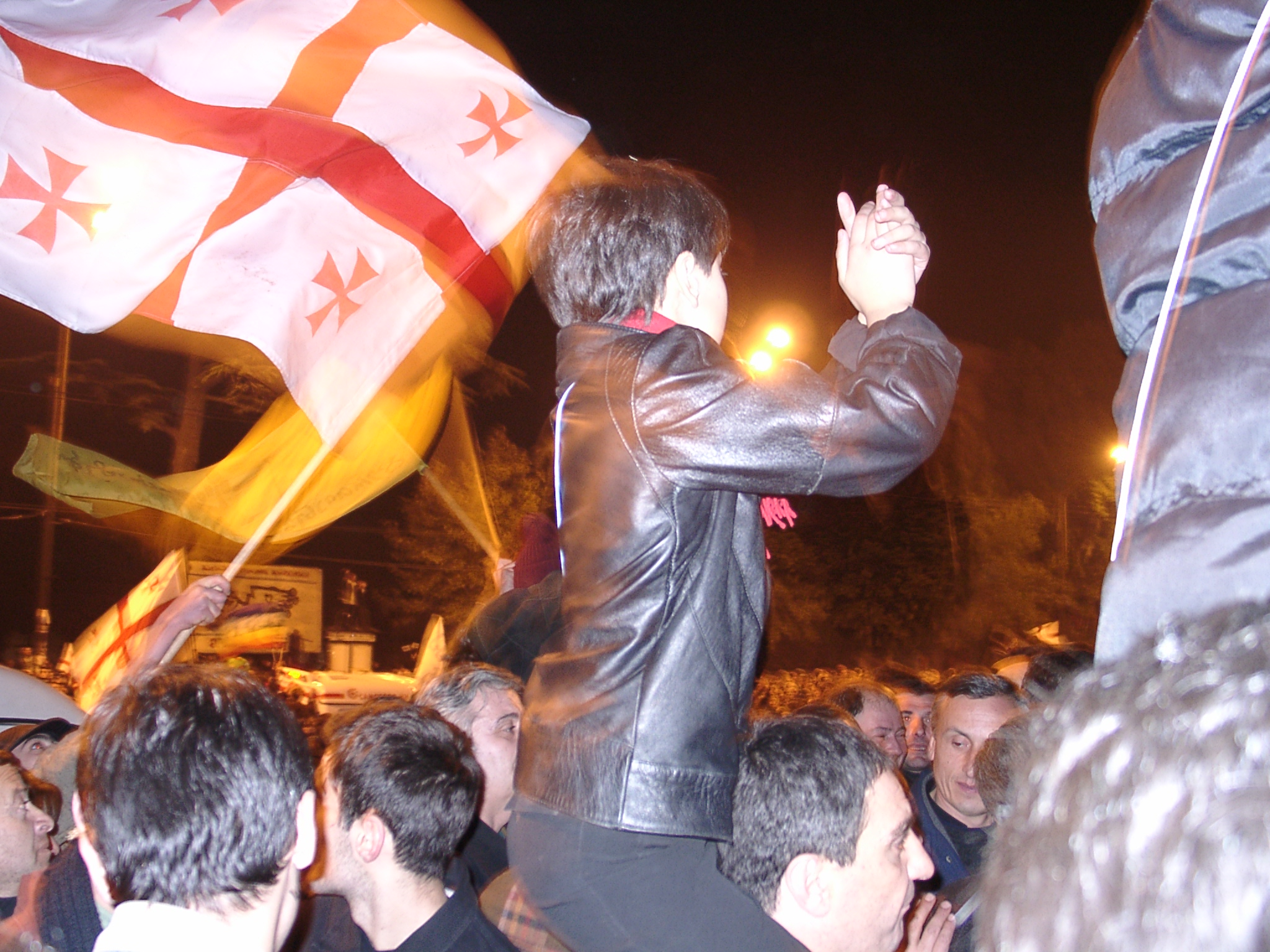
Rosenrevolution in Tiflis, 2003

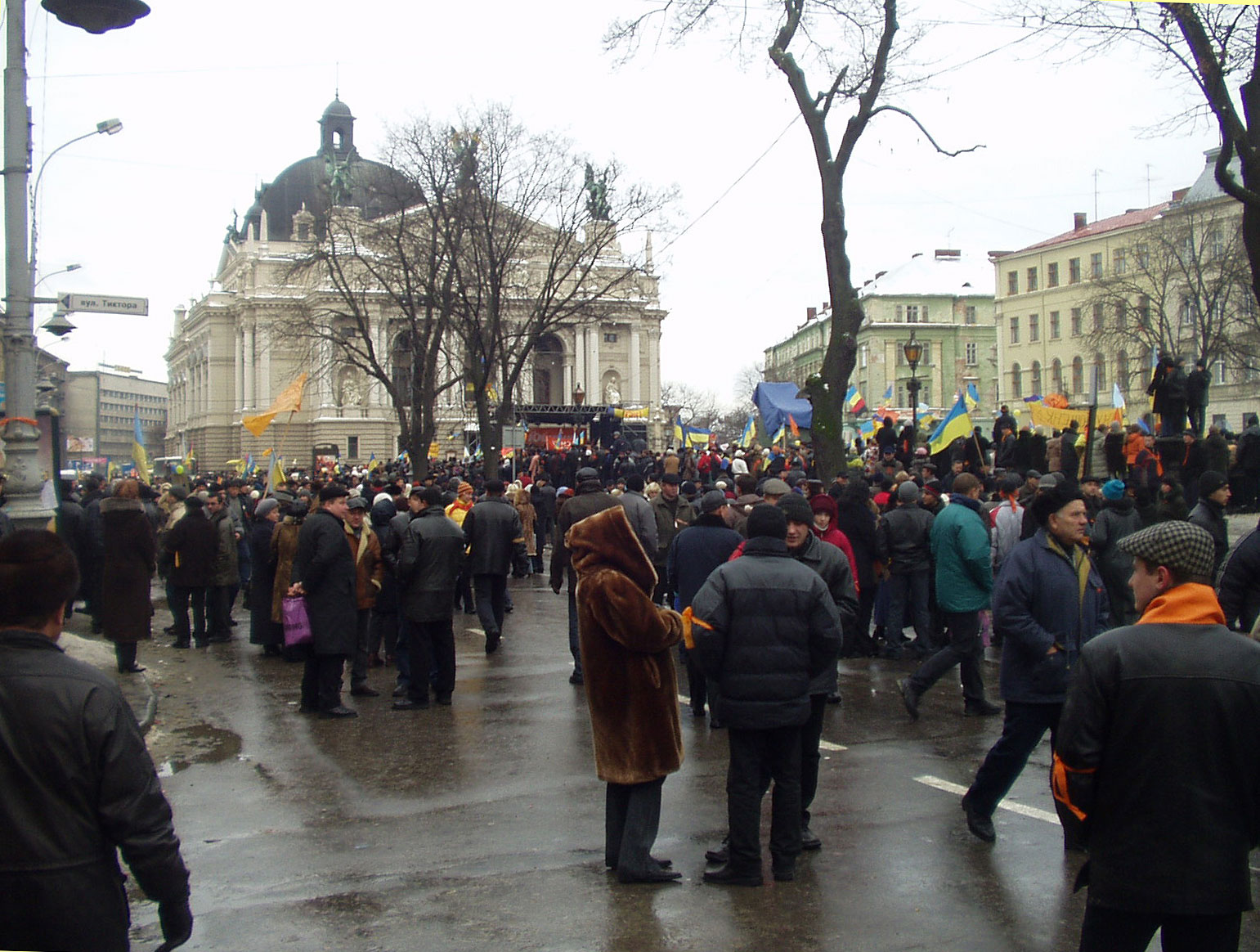
Orange Revolution in Lemberg, 2004

Eine erfolgreiche Ausübung zivilen Ungehorsams und gewaltlosen Widerstands gegen ein erstarrtes Regime und dessen gefälschte Wahlen durch Studentenvereinigungen ereignete sich im Jahr 2000 in Serbien-Montenegro mit den Protesten nach der serbischen Präsidentschaftswahl 2000.
Als Farbrevolutionen im engeren Sinne gelten vier historische Vorgänge:
- 2003: Rosenrevolution in Georgien
- 2004: Orange Revolution in der Ukraine
- 2005: Zedernrevolution im Libanon
- 2005: Tulpenrevolution in Kirgisistan
- 2014  Euromaidan in der Ukraine (auch "Revolution der Würde" genannt)

In diesen Fällen war der Widerstand erfolgreich. Dagegen scheiterten 2006 die Proteste in Belarus, deren Vorbild die Orange Revolution in der Ukraine war. 2014 kam es in der Ukraine mit dem Euromaidan erneut zu einem Bürgeraufstand. Ab 2020 fanden erneut Proteste gegen die Ergebnisse der Präsidentenwahl in Belarus statt, die blutig niedergeschlagen wurden. Russland warf den USA im Januar 2022 vor, in einem weiteren Nachfolgestaat der Sowjetunion, Kasachstan, eine neue „Farbrevolution“ zu befeuern, als die Unruhen in Kasachstan 2022 ausbrachen.
Weitere Protestbewegungen wurden von internationalen Medien nach diesem Muster bezeichnet, zum Beispiel:
- 2007: Safranrevolution in Myanmar
- 2010–2011: Jasminrevolution in Tunesien

Eine vergleichbare Entwicklung schien sich im November 2016 auch in Marokko abzuzeichnen, es fand dort aber keine Revolution statt. Die Samtene Revolution in Armenien erfolgte im Jahr 2018, nachdem sich der Präsident mit einem „Taschenspielertrick“ ermöglichen wollte, dieselbe Macht trotz Amtszeitbeschränkung nun als Premierminister zu behalten.
Die Aktionen zivilen Ungehorsams zur Aufklärung und Information der Bevölkerung wurden teilweise mit modernen Marketing-Methoden und Kommunikationsmitteln durchgeführt, dabei ist das Vorhandensein oder die Gründung von unabhängigen Medien im Land eine Voraussetzung: Während der Revolutionsphase produzierten die Organisatoren täglich neue Nachrichten, die den örtlich vertretenen internationalen Medien vermittelt und mit Hintergrundwissen kommentiert wurden. Berichte von BBC World, CNN und Al Jazeera wirkten dann jeweils unmittelbar auf das eigene Land zurück und animierten hunderttausende Menschen zu Demonstrationen.

## Ursprung und Ausbreitung
Das Modell eines friedlichen Machtwechsels in nicht pro-westlich regierten Ländern, der durch vom Westen finanzierte Nichtregierungsorganisationen unterstützt wurde – die „Mär von der westlichen Unterwanderung“ –,  fand u. a. in der Slowakei statt, aber auch schon in der samtenen Revolution in der Tschechoslowakei 1989. 1998 trug die Plattform Občaňská kampaň ’98 maßgeblich zur Abwahl von Ministerpräsident Vladimír Mečiar in der Slowakei bei. In Jugoslawien wurde das Modell bei der Ablösung von Slobodan Milošević 2000 beobachtet.
Die Auslöser in den vier postsowjetischen Staaten Georgien, Ukraine und Kirgisistan sowie in Belarus waren Vorwürfe von Wahlfälschungen. Im Libanon war die Wut über den Mordanschlag auf den ehemaligen Premierminister Rafiq al-Hariri Auslöser der Zedernrevolution.
In Georgien sorgte der oppositionelle TV-Sender Rustawi 2 für eine landesweite Verbreitung der Otpor-Lektionen: Wenige Tage vor der Rosenrevolution übertrug er zweimal eine ausführliche Dokumentation des serbischen Aufstandes. Die Organisatoren von Otpor haben inzwischen ein international tätiges Beratungsinstitut gegründet, das Belgrader Center for applied nonviolent action and strategy – CANVAS (dt. Zentrum für angewandte gewaltlose Aktion und Strategie).
Ähnlich dem serbischem Muster waren farbrevolutionäre Jugendbewegungen inzwischen auch in Aserbaidschan (YOX, dt. Nein), Belarus (Zubr, dt. Wisent), dem nicht international anerkannten Transnistrien (Proriw, dt. Durchbruch), Usbekistan (Bolga, dt. Hammer) und Ägypten (Kifaya, dt. Genug) tätig. Zu einem Treffen in Tirana im Juni 2005 kamen 80 Delegierte aus elf Staaten zusammen, die ihnen nacheifern wollten. YOX strebte eine Grüne Revolution in Aserbaidschan an, Subr eine Kornblumenblaue Revolution in Belarus.
Die Proteste im Iran seit September 2022 nach dem Tod von Mahsa Amini in Polizeihaft weiteten sich zu grundsätzlichen Protesten gegen das iranische Regime aus; es versammelten sich Menschen in verschiedenen Städten, unter anderem in Teheran und ihrer Heimatstadt Saqqez, und riefen Parolen, die sich gegen die iranische Regierung richteten.

## US-Unterstützung für Demokratie und Menschenrechte
Eine Reportage des Spiegels berichtete 2005 über eine massive Förderung jeweils einheimischer Aktivistengruppen durch US-amerikanische Behörden und Institutionen. Die Spiegel-Journalisten sahen bei den US-Aktivitäten vor allem uneigennützige Absichten wie die Unterstützung von Demokratie und Menschenrechten.
Die Washington Post berichtete, dass die USA im Vorfeld der jugoslawischen Wahlen vom 24. September 2000 77 Millionen Dollar einsetzte. Sie dienten u. a. dazu, den Oppositionsparteien Computer, Faxgeräte und andere Büroausrüstung bereitzustellen und ihre Mitglieder für die Parteiarbeit zu schulen. Eine New Yorker Firma habe zudem in Serbien Meinungsumfragen erhoben. Auch Gewerkschaften und Studentengruppen bekamen Geld. Die Aktion sei mit den europäischen Verbündeten eng abgestimmt gewesen und sei teilweise über Ungarn abgewickelt worden. Finanzielle Mittel für die Bezahlung von Trainern und Kampagnen-Managern der Farbrevolutionen flossen bisher vor allem aus den USA und Westeuropa. Einer der bekanntesten Trainer war Robert Helvey, ein früherer Mitarbeiter des US-Militärgeheimdienstes DIA. Die US-Stiftungen Freedom House und National Endowment for Democracy (NED) sowie die private Stiftung Open Society Institute von George Soros stellten mehrere Millionen US-Dollar zur Verfügung. Ein Artikel in der New York Times im April 2011 bestätigte die systematische Ausbildung von Jugendlichen durch US-Institutionen. Namentlich genannt wurde ein Treffen 2008 in New York City für ägyptische Aktivisten, das von Facebook, Google, der Columbia Law School und dem State Department unterstützt wurde. Vertreter von Otpor erklärten, dass ihnen diese Problematik sehr wohl bewusst war; Marovic sagte im Rückblick: „Wir schauten uns nach Unterstützung um. Wohlgemerkt, nach Hilfe, nicht nach Instruktionen.“, während Maric dazu sagte: „Wir haben genau hingehört und nur das übernommen, was uns nützte.“

## Techniken
Das zentrale Mittel war in einigen Fällen die Auswahl und Ausbildung von kleinen Gruppen. Die Kommunikation erfolgt im jeweils aktuellen Krisenfall über Prepaid-Handys zwecks schneller und flexibler Bildung von Demonstrantengruppen (Flash Mob), in der zweiten Hälfte der 2000er-Jahre vermehrt über Internet, besonders mittels Facebook- und Twitter-Pseudonymen und Handy-Filmen auf YouTube. Um der Überwachung von Twitter und Facebook in Libyen zu entgehen, verwendeten Aufständische versteckte Botschaften auf Hochzeitsportalen im Internet, um etwa zu übermitteln, wie viele Bewaffnete sich bei ihnen gerade aufhielten.

## Unterdrückung durch Russland
Im Interview mit dem russischen TV-Sender „Mir“ im April 2017 bekräftigte Russlands Präsident Wladimir Putin die Entschlossenheit seines Landes, die „farbigen Revolutionen“ zu bekämpfen. Dafür sei man bereit, den Partnerstaaten in der Organisation des Vertrages über Kollektive Sicherheit (OVKS) „volle Unterstützung“ zu gewähren. Im Jahr 2022 griff Russland die Ukraine an, um die ukrainische Regierung zu stürzen.